# Kirche Neue Heimat (Emden)
Die Kirche Neue Heimat in Emden gehört zur Evangelisch-reformierten Kirche. Sie wurde in der Nachkriegszeit als Ersatz für die zerstörte Gasthauskirche errichtet und am 31. März 1957 in Gebrauch genommen.

## Geschichte

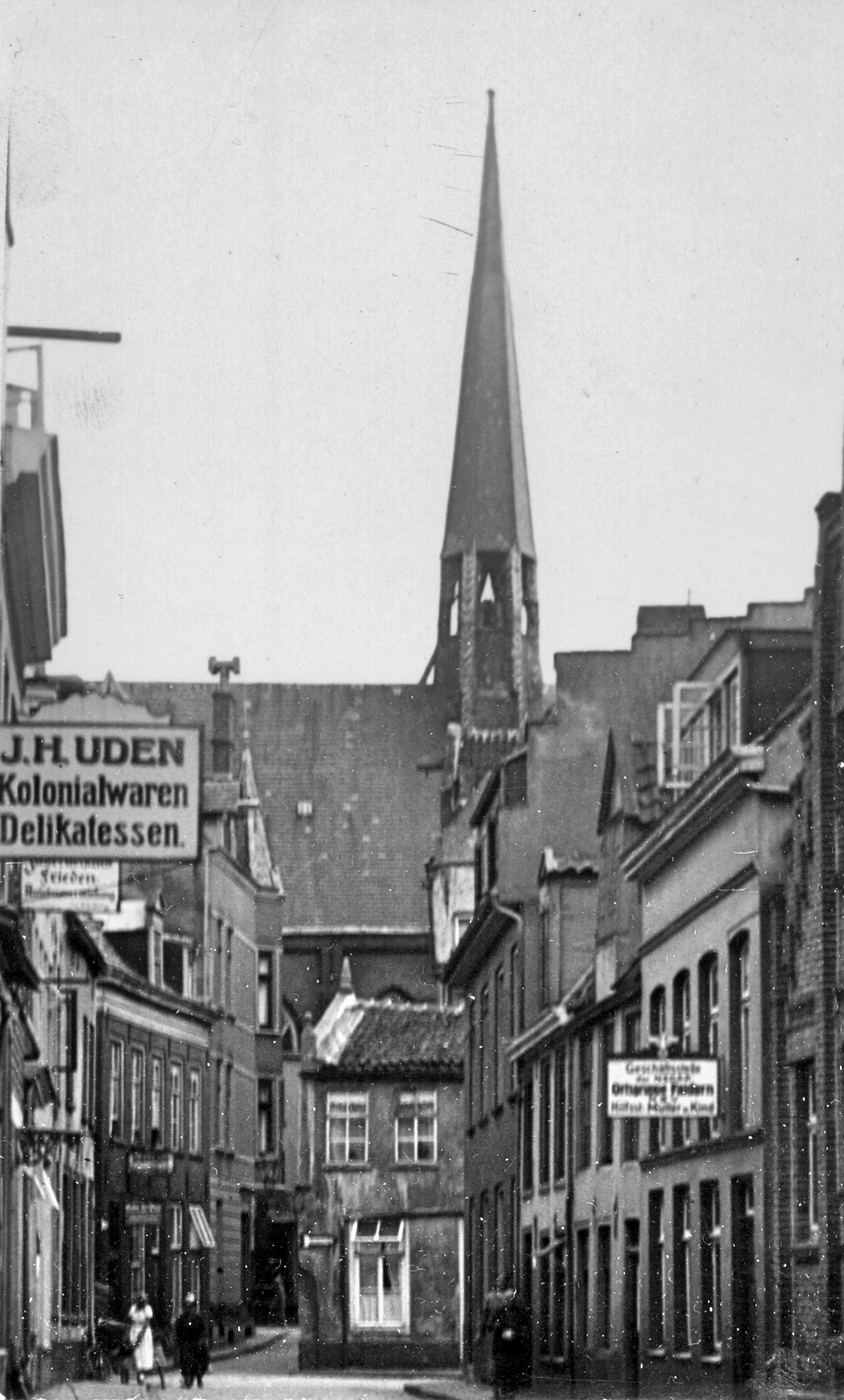
1938 niedergebrannte Emder Gasthauskirche

Bis zum Zweiten Weltkrieg spielte sich das kirchliche Leben der Reformierten Gemeinde Emden in den drei Innenstadtkirchen ab, obwohl die Bebauung längst über den Wall hinausgegriffen hatte. Zwar sah man schon nach dem Ersten Krieg die Notwendigkeit eines Baus für den Emder Norden und Harsweg, als bis zur Kaserne massiv Wohnungen gebaut wurden. Ein Grundstück an der Geibelstraße wurde in den Blick genommen. Die Architekten Arthur Risius erstellten im November 1938 einen Bauentwurf, der aber aufgrund der Wirtschaftskrisen und der Nazizeit nicht ausgeführt wurde. 1938 brannte die Gasthauskirche nieder, 1943/1944 wurden Große Kirche und Neue Kirche zerstört. Bald nach dem Krieg konnten die letzteren mit Hilfe von Schweizer und US-Gemeinden wieder aufgebaut werden – für die Große Kirche diente die Schweizer Kirche als Ersatzbau. Das Areal der Gasthauskirche erwarb die Stadt Emden. Für einige Jahre konnten keine Neubauten realisiert werden. Für einige Jahre bot sich für den nördlichen Gemeindeteil die Nutzung der CVJM-Baracke in der Schillerstraße an. Bei 3200 Gemeindegliedern zählte man 1953 je 150 Gottesdienst- und Kindergottesdienstbesucher sowie 80 Konfirmanden und auch 80 Vorkonfirmanden. Bei Gemeindeabenden war „der Saal oft bis zum letzten Platz besetzt.“ Das alles, obwohl „die Baracke keineswegs einladend und die Zuwegung sehr schlecht“ war, wie der Kirchenrat an die Landeskirche in Aurich schrieb.
Die Baracke wurde immer baufälliger, auch wenn im Herbst 1952 der Fußboden mit Hilfe junger Männer instand gesetzt wurde. Aber schon im Mai 1953 schrieb der Kirchenrat, dass ganze Dielen durchzubrechen drohten, sodass ein neues Gemeindezentrum gebaut werden musste. Ende 1954 stellte der Kirchenrat fest, dass die Baracke völlig abgängig war und mit dem Bau des Gemeindehauses noch 1955 begonnen werden musste.

## Namensgebung
In den Protokollen gibt es jahrelange keine einheitliche Bezeichnung. Da findet sich die Bezeichnung „Gemeindehaus“, „Gemeindezentrum“ oder auch „Kirche (in der) Neue(n) Heimat“ oder „an der Bolardusstraße“; der Kirchmeister Grabe sprach aber auch einmal von einer „Kapelle“. Ein festgehaltener Beschluss über die Namensgebung Kirche Neue Heimat ist nicht auffindbar. Vermutlich hat sich der Name wie von selbst durchgesetzt.

## Planungszeit
Im Januar 1953 wurde mit der Planung für einen ganzen Komplex mit Kirche, Pfarrhaus, Jugendräumen, Kindergarten und zwei Küsterwohnungen begonnen. Auf Anregung des Landeskirchenrates wurde der Baurat Müller-Stiller in Leer um einen Entwurf gebeten. Der Kirchenrat schickte einen Antrag auf Beihilfe an die Landeskirche mit einer sehr ausführlichen Begründung.
Am 2. Februar bestellte der Kirchenrat eine Baukommission mit folgenden Mitgliedern: Richard Harders, Egon Risius, Jannes de Boer, Peter Bakker, Kirchmeister Grabe und den Herren Oberbaurat Beck und Snitjer. Dazu gehörte wohl auch der Kirchenratsvorsitzende und Bezirkspastor Brunzema.
Im März 1953 war der Bauentwurf für die Kirche fertig und die Baukommission stellte dem Baurat drei Emder Architekten für die Bauleitung vor. Dieser zögerte zunächst mit der Festlegung auf einen der drei und beauftragte schließlich im November das Büro Janssen und Latta mit der Überarbeitung des Entwurfs und der Bauleitung. Aus finanziellen Gründen wurde auf das geplante Seitenschiff und eines der zwei Turmgeschosse verzichtet. Ebenso wurde ein Ausgang mit Windfang im Bereich der Kanzel nicht ausgeführt – die vorgesehene Öffnung ist heute noch in der Außenmauer an der Straße erkennbar.

## Finanzierung
Die Finanzierung des Kirchbaus war zwei bis drei Jahre unsicher, obwohl das Baugrundstück durch einen Tausch mit der Stadt (Teil des Krankenhausgrundstücks) gesichert war und die Gemeinde über einen zweckbestimmten Betrag von 40.000 DM als (durch die Währungsreform abgewertete) Versicherungsleistung für die 1938 abgebrannte Gasthaus-Kirche verfügte. Nach dem ersten Plan für Kirche und Jugendraum sollten die Kosten von 170.000 DM wie folgt verteilten werden: Brandkasse 40.000, Gemeinde 10.000, Darlehen 50.000 und Beihilfe 70.000 DM der Landeskirche. Auffallend ist der recht geringe Eigenbeitrag der Gemeinde neben der Brandkassensumme, der sich als nicht durchsetzbar erwies. Im September 1953 erklärte Präsident Fokken vom Landeskirchenamt, mit landeskirchlichen Mitteln könne in absehbarer Zeit nicht gerechnet werden, und noch im Mai 1955 sagte er, der Bau dürfe nicht mehr als 150.000 DM kosten. Der Kirchenrat reagierte, indem er nun den Gemeindeanteil auf 20.000 DM erhöhte, nachdem ein Kirchbauverein gegründet worden war. Ein revidierter Finanzierungsplan scheiterte an der Absage des Schweizer Hilfswerks, da bereits die Schweizer Kirche und Neue Kirche aus der Schweiz bzw. aus USA entscheidend unterstützt worden waren.
Ende 1953 legte Architekt Janssen vier Entwürfe für die Kirche vor mit Kosten von 107.000 bis 220.000 DM. Der Kirchenrat war einstimmig für Entwurf II (153.000 DM), dem auch der Landeskirchenvorstand einstimmig zustimmte. Obwohl die Mittel erst Ende 1955 oder Anfang 1956 gezahlt wurden, fand die Ausschreibung bereits im Juni 1954 statt.
Nun kam es zu einem stärkeren Engagement vonseiten der Emder Gemeinde und des Kirchbauvereins. Der Begräbnisverein der Gemeinde beschloss ein Darlehen von 7.000 DM. Die Bauplätze Bolardusstraße 16 und 18 wurden verkauft. Der Kirchbauverein brachte bis September 1956 23.860 DM zusammen und bestimmte 15.000 DM für den Kirchbau und den Rest für die Einrichtung. Eine Haussammlung etwa im Februar 1955 erbrachte weitere 5.009,94 DM.
Die Schlussrechnung 1957/1958 wies 165.696,43 DM aus, noch ohne Orgel, die im Juni 1957 bestellt wurde. An den Kosten von 4.200 DM sollte sich die Gemeinde aus Sammlung des Kirchbauvereins mit 3.000 DM beteiligen. Am 8. September 1958 beschloss der Kirchenrat jedoch: „Der Auftrag zum Bau einer Orgel in der Kirche Neue Heimat soll dahin verändert werden, dass die Firma Ahrend und Brunzema in Leer eine Orgel für die Schweizer Kirche liefert. Der Plan, in der Kirche Neue Heimat eine Orgel zu bauen, bleibt bestehen.“ Im Frühjahr 1957 schaffte die Gemeinde ein Harmonium für 800 DM für diese Kirche an, mit dem man sich mehrere Jahre behelfen musste. Im Jahr 1966 baute die Firma Alexander Schuke ein Orgelpositiv mit sechs Registern auf einem Manual und Pedal.
Im April 1958 stellte der Landeskirchenrat Gesamtkosten von 186.000 DM fest. Brandkasse und Gemeinde brachten 78.000 DM auf. Die Kirche stundete 25.000 DM, da die Gemeinde das Geld dringend für den Bau des Kindergartens benötigte.

## Der Bau der Kirche
Am 22. September 1955 genehmigte der Landeskirchenrat in Aurich den Kirchbau und forderte die Einreichung der Ausschreibungsunterlagen. Am 6. Januar 1956 wurden die wichtigsten Arbeiten in Auftrag gegeben. Bei sofortigem Baubeginn sollte der Rohbau einschließlich Dachdeckung nach zwölf Wochen stehen. Für die Gesamtfertigstellung waren zwanzig Wochen vorgesehen. Als Termin der Einweihung wurde der 21. Oktober angepeilt, der aber nicht eingehalten werden konnte. Erst am 18. Februar 1956 wurde die Baugenehmigung von der Stadt erteilt. Im Mai waren Pfarrhaus und Kirche im Rohbau fertig. Da die Kirche bis Jahresende nicht fertiggestellt wurde, sollte sie auch in unfertigem Zustand mit einer Festpredigt des Landessuperintendenten Herrenbrück (sen.) am 4. Advent in Gebrauch genommen werden. Aber auch dazu kam es nicht.
Am 2. September trieb der Kirchmeister die Verglasung der Fenster voran. Er schrieb an Glashütten: „Wir benötigen schnellstens 100 qm Neuantikglas grauer Färbung. Für umgehendes Angebot unter Angabe der kürzesten Lieferfristen wären wir dankbar“. Zwei Tage später forderte er Angebote für 250 Stühle mit Hutablage „unter Angabe kürzester Lieferzeit.“ Bis Mitte März wurden noch siebzig Stühle nachbestellt. Eckschränke für das Turmzimmer, 15 umklappbare Tischbänke, 100 weitere Stühle und sogar der Abendmahlstisch folgen erst nach der Einweihung, bis weit in das Jahr 1958 hinein.
Am 31. März 1957 wurde die Kirche mit einer Festversammlung um 20 Uhr feierlich in Gebrauch genommen. Landessuperintendent Herrenbrück und Präsident Fokken waren zugegen.

## Pastoren im Bezirk Barenburg-Harsweg
- 1935–1964 Gerhard Brunzema
- 1964–1970 Udo Groenewold (1965 eingeführt)
- 1970–1981 Berthold Schröder (1970–1973 als Vikar und Pastor Collaborans)
- 1974–1998 Hans-Jürgen Lukait
- 1982–2004 Reinhard Hendricks
- 1999–2008 Martin Hinrichs
- 2010–2013 Manfred Meyer
- 2015–2016 Angelika Schmidt
- seit 2019 Kerstin Miege